# Халиме Султан
Халиме Султан (на турски: Halime Sultan; на османски турски: عالمہ سلطان – около 1571 г.  – след 10 септември, 1623 г.) е наложница на султан Мехмед III, майка на султан Мустафа I. По време на двукратното управление на сина си тя носи титлите валиде султан.

## Произход
Халиме е от абхазки произход. Точната дата и обстоятелства при влизането на момичето в харема на бъдещия султан Мехмед III не са известни. Халиме става любимката на Мехмед, който по това време е санджак-беят на Маниса и около 1587 г. ражда първото си дете, сина си Махмуд. Още преди възкачването на Мехмед на османския трон, Халиме ражда друг син Мустафа и вероятно дъщеря, чието име е неизвестно. По-късно дъщерята на Халиме става съпруга на великия везир Давут паша, който се прочува с убийството на султан Осман II през 1622 година.
През 1595 г. Мехмед става султан; Халиме се озовава в двореца Топкапъ, където управлява  валиде Сафие султан. Именно Сафие изиграва значителна роля в екзекуцията на най-големия син на Халиме, шехзаде Махмуд, през 1603 г .: Валиде султан прихваща съобщение, изпратено до Халиме султан от религиозен гледач, който предсказва, че Мехмед III ще умре в рамките на шест месеца и най-големият му син ще успее след него да стане султан. Според записите на английския посланик Махмуд е разстроен, че „баща му е под управлението на старата султанка, баба му, а държавата се руши, тъй като тя не зачита нищо повече от собственото си желание да получи пари, за които майка му често се оплаква  (Халиме султан), което не е по вкуса на кралицата майка“... Султанът започва да подозира сина си в заговор, като ревнува от популярността на шехзадето и заповядва да удушат Махмуд.
Султан Мехмед III умира през 1603 година. Съдбата на единствения син на Халиме е незавидна: има обичай да се екзекутират всички братя на новия султан веднага след възкачването му на трона, за да се поддържа ред в империята (т.нар. Закон на Фатих). По заповед на Мехмед III през 1595 г. са екзекутирани деветнадесет от братята му, синовете на султан Мурад III. След смъртта на Мехмед III обаче на трона е неговият тринадесетгодишен син Ахмед, който решава да спаси живота на брат си... Това решение вероятно е било взето под натиска на обстоятелствата: Мустафа е единственият наследник на брат си в отсъствието на синовете му. Освен това Мустафа остава жив след раждането на няколко сина на султана; историците смятат, че Ахмед I е смятал, че брат му не може да застраши  управлението му поради очевидно психично заболяване. Друга причина за отклонението на Ахмед от правилата е влиянието на любимата му наложница Кьосем, която след смъртта на султана не иска да види Осман, най-големия син на Ахмед I от неговата наложница Махфируз, на трона след смъртта на султана. Кьосем вярва, че когато Осман се възкачи на трона, най-вероятно ще екзекутира полубратята си, синовете на Ахмед и Кьосем. Този сценарий е реализиран частично през 1621 г., когато след раждането на сина му Омер Осман II екзекутира брат си Мехмед.
До смъртта на Ахмед I през 1617 г. Мустафа е затворен в дворец в т.нар. Кафез (клетка) – малък павилион (кьошке) на територията на двореца на султана, в който шехзадето е изолирано от външния свят под постоянния надзор на охраната. Халиме е изпратена в Стария дворец, където получава пенсия като вдовица на султана.

## Валиде султан

### Първо царуване
Ахмед I умира през ноември 1617 година. Смъртта на Ахмед I довежда до дилема, която никога досега не се е случвала в Османската империя: няколко шехзадета, живеещи в Топкапъ, имат право на трона. Дворът е разделен. Една от фракциите, водени от шейх-юл-Исляма Ходжасадеттинзаде Мехмет Есат Ефенди и Софу Мехмед паша, които заменя великия везир по време на отсъствието му в Истанбул, предпочитат да видят възрастния и в същото време психически нестабилен син на Халиме на трона, по-скоро отколкото младия му здрав племенник Осман. Софу Мехмед твърди, че Осман е твърде млад, за да управлява, без да предизвиква реакция сред населението. Главният черен евнух  Мустафа-ага възразява, позовавайки се точно на психичното здраве на шехзадето, но неговите възражения не са взети предвид и Мустафа е издигнат на трона.
Халиме е извикана от Стария дворец и провъзгласена за валиде султан. Скоро става ясно, че Мустафа няма да може да управлява самостоятелно и Халиме взима юздите в свои ръце. Халиме получава повече власт от своите предшественици; при своето управление новото Валиде разчита на подкрепата на великия везир Дамат Халил паша. Освен това Халиме успява да сключи съюз със султанския охранител Мустафа-ага, който е бил главен офицер в двореца и който е получил поста губернатор на Египет, при условие че се ожени за сестрата на султана; през следващите няколко месеца пашата е върнат в столицата като велик везир.
Начинът, по който стоят нещата в държавата, не се харесва на мнозина и през 1618 г., една от съдебните фракции сваля Мустафа I и издига на трона племенника му Осман II. Мустафа отново е в Кафез, а Халиме – в Стария дворец. Като бивша валиде, тя започва да получава по-голяма пенсия, отколкото се полага на вдовица на султана, но по-малко от свекърва си Сафийе Султан.

### Второ царуване
На 18 май 1622 г., по време на поредния бунт на еничарите, Осман II е свален от власт. Бунтовниците освобождават Мустафа I и го признават за свой господар. Говори се, че малко преди преврата Халиме се срещнала с някои от еничарите и великия везир Кара Давуд паша, за да се споразумее за възстановяването на сина си на османския трон. Нито съдебната фракция, подкрепяща Мустафа, нито майка му се чувстват в безопасност, докато Осман е жив. Тяхната загриженост е основателна, тъй като някои от бунтовниците искат да имат султана в резерв, надявайки се да го използват за свои цели в бъдеще. На 20 май Осман II, затворен в крепостта Йедикуле, е жестоко бит и удушен от Кара Давуд; едното ухо и носът на убития Осман са изпратени на Халиме Султан.
В страната възниква политическа нестабилност, породена от конфликти между еничарите и спахиите, последвани от бунта на сваления Бейлербей на Ерзурум Абаза Ахмед паша, който иска да отмъсти за убийството на Осман II. Халиме жертва Кара Давуд в опит да сложи край на конфликта, но Абаза Мехмед не спира и през май 1623 г., начело на армия от четиридесет хиляди, обсажда Анкара. Още четирима велики везири са заменени на власт, преди Кеманкеш Кара Али паша да бъде назначен на този пост. Изповедниците и Кара Али убеждават Халиме Султан да се съгласи с оттеглянето на сина си. Халиме се съгласява при условие Мустафа да бъде пощаден. На 10 септември 1623 г. на османския трон е единадесетгодишният Мурад IV , синът на Ахмед I и Кьосем. Мустафа отново е изпратен в Кафез, където прекарва остатъка от живота си. Халиме отива в Стария дворец за трети и последен път и скоро след това умира. Мустафа умира през 1639 г. и никой не може да реши къде да го погребе. Тялото на бившия султан лежи седемнадесет часа, след което, без никакви почести, е погребано в някогашния баптистерий на Света София.

## В културата
В турския сериал „Великолепният век: Кьосем“ ролята на Халиме е изиграна от Аслъхан Гюрбюз. Дъщерята на Халима е кръстена Дилруба в сериала; ролята на Дилруба в детството е изиграна от Мелиса Илайда Йозджаник,ролята на възрастната Дилруба е изпълнена от Йойкю Карайел.

### Цитирана литература
- Финкель, Кэролайн. История Османской империи: Видение Османа.   М.: АСТ; Астрель, 2012. ISBN 978-5-17-043651-4. с. 2012 – 829.
- Ebru Boyar, Kate Fleet. A Social History of Ottoman Istanbul.   New York: Cambridge University Press, 2010. ISBN 1139484443, 9781139484442. с. 42.
- Börekçi, Günhan и др. Encyclopedia of the Ottoman Empire.   New York: en:Infobase Publishing, 2009. ISBN 1438110251, 9781438110257. с. 409. – 689.
- Kramers, J. H и др. Encyclopedia of Islam (New Edition). VII.   Ledeni, E. J. Brill, 1993. с. 707.
- Imber, Colin. The Ottoman Empire, 1300 – 1650: The Structure of Power.   New York, en:Palgrave Macmillan, 2009. ISBN 1137014067, 9781137014061. с. 66 – 68, 97 – 99.
- Freely, John. The Companion Guide to Istanbul and Around the Marmara.   Companion Guides, 2000. ISBN 1900639319, 9781900639316.
- Grabar, Oleg. Muqarnas: An Annual on Islamic Art and Architecture.   BRILL, 1988. ISBN 9004086471, 9789004086470.
- Yılmaz, Öztuna. Devletler ve Hanedanlar.   Ankara, Kültür ve Turizm Bakanlığı Yayınları, 2006.
- Peirce, Leslie P. The Imperial Harem: Women and Sovereignty in the Ottoman Empire.   Oxford, Oxford University Press, 1993. ISBN 0195086775, 9780195086775.
- Piterberg, Gabriel и др. Ahmed I – Encyclopaedia of Islam.   Leiden, Brill Pub, 2013. ISBN 9004252673, 9789004252677.
- Walthall, Anne. Servants of the Dynasty: Palace Women in World History.   University of California Press, 2008. ISBN 0520254449, 9780520254442.
- Гюнхан Бьорекчи. В съдилищата Фаворити на Ахмед I и неговите непосредствени предшественици (англ.): Дисертация. – 2010. – С. 65 (приблизително 96).

|  | Тази страница частично или изцяло представлява превод на страницата „Халиме-султан“ в Уикипедия на руски. Оригиналният текст, както и този превод, са защитени от Лиценза „Криейтив Комънс – Признание – Споделяне на споделеното“, а за съдържание, създадено преди юни 2009 година – от Лиценза за свободна документация на ГНУ. Прегледайте историята на редакциите на оригиналната страница, както и на преводната страница, за да видите списъка на съавторите. ВАЖНО: Този шаблон се отнася единствено до авторските права върху съдържанието на статията. Добавянето му не отменя изискването да се посочват конкретни източници на твърденията, които да бъдат благонадеждни. |